# Bahnbetriebswerk und Maschinenwerkstatt Nyborg
Das Bahnbetriebswerk und die Maschinenwerkstatt Nyborg wurden im Zusammenhang mit dem Bau der Hauptstrecke über die Insel Fünen um 1865 in der dänischen Stadt Nyborg errichtet.

## Geschichte
Die Dronning Louises Bane von Nyborg bis Middelfart über die Insel Fünen wurde von Peto, Brassey and Betts gebaut und am 8. September 1865 eröffnet. Gleichzeitig wurde in Nyborg eine Werkstatt in Betrieb genommen, die die Aufgaben hatte, die Wartung und die Reparatur von Lokomotiven und Eisenbahnwagen zu übernehmen. Die Leiter der Werkstatt waren zwischen 1865 und 1897 Engländer, da ein Teil der Lokomotiven und Wagen englischer Herkunft war. Die Gebäude am alten Fähranleger in Nyborg wurden zwischen 1865 und 1909 als Werkstätten für Lokomotiven und Güterwagen der Staatsbahn errichtet. Sie sind aus gelben Ziegeln gebaut und wirken mit ihrem patinierten Mauerwerk und den schönen Details wie edle Industriearchitektur. Die Gebäude haben ihr ursprüngliches Aussehen weitgehend bewahrt, und die Balkenkonstruktion ist vollständig erhalten.

### Bahnbetriebswerk Nyborg

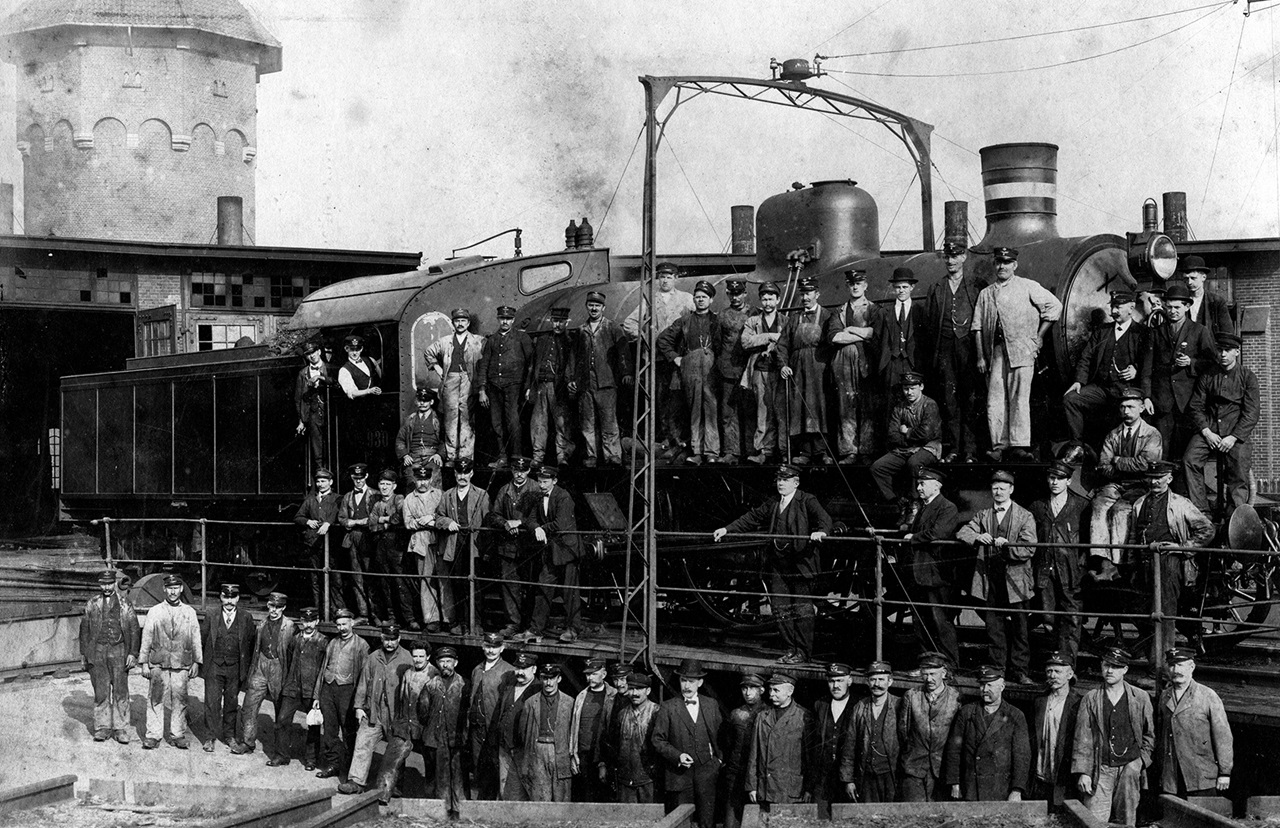
Bahnbetriebswerk Nyborg etwa 1930

Im Bahnbetriebswerk (dänisch Nyborg Maskindepot) wurden die Lokomotiven gereinigt, geprüft und mit Schmieröl, Sand, Wasser und Kohle befüllt, um sie für den nächsten Einsatz vorzubereiten. Das Betriebswerk musste zudem sicherstellen, dass für den planmäßigen Zugbetrieb das erforderliche Personal wie Lokführer und Lokheizer vorhanden war.
1890 entstanden ein Ringlokschuppen für acht Lokomotiven und eine Drehscheibe.
Die Platzverhältnisse waren schnell beengt. Schon 1897 beherbergte das Depot 19 Lokomotiven und musste erweitert werden. Diese Planung war nicht weitsichtig genug, 1907 wurde das gesamte Betriebswerk wegen einer Gleisflächenerweiterung für den Fähranleger verlegt. Es wurde ein neuer Ringlokschuppen mit Platz für 15 Lokomotiven und einer größeren Drehscheibe gebaut, da auch die eingesetzten Lokomotiven im Laufe der Jahre Länger wurden.
Als 1935 die erste Brücke über den Kleinen Belt in Betrieb genommen wurde, wurde beschlossen, die Lokomotivausbesserung westlich des Großen Belts in Aarhus zu konzentrieren. In den 1930er-Jahren wurden die ersten Diesellokomotiven in Dänemark eingesetzt, dadurch sank die Zahl der eingesetzten Dampflokomotiven. Dies hatte die Verkleinerung des Betriebswerkes zur Folge. Als in den 1960er-Jahren der Dampfbetrieb eingestellt wurde, waren nur noch drei Stellplätze an der Drehscheibe in Verwendung.
Mit der Eröffnung der festen Verbindung über den Großen Belt im Jahr 1997 entfiel der Lokwechsel in Nyborg. Deshalb bestand kein Bedarf mehr an den Einrichtungen zur Vorbereitung und Wartung von Lokomotiven und das Maschinendepot wurde geschlossen.

### Ausbesserungswerkstatt Nyborg

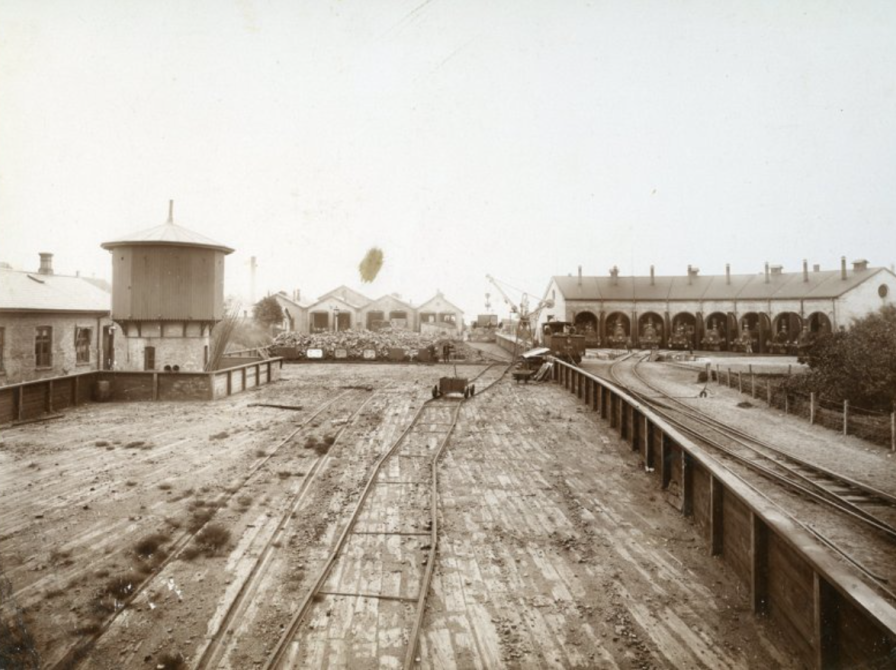
Mitte: Wagenwerkstatt, rechts: Bahnbetriebswerk (etwa 1910)

Die Ausbesserungswerkstatt kümmerte sich um größere Reparaturen und Inspektionen von Lokomotiven und Wagen. Die Werkstatt wurde kontinuierlich erweitert und modernisiert und verfügte unter anderem über einen großen Kran, der die schweren Lokomotiven heben konnte.
Im Jahr 1906 wurde die Werkstatt geschlossen, jedoch 1932 für Güterwagen wiedereröffnet. In ihrer maximalen Ausdehnung verfügte sie etwa 135 Mitarbeiter. Damals handelte es sich um einen der größten Arbeitgeber der Stadt. Mit der 1935 erfolgten Eröffnung der Brücke über den Kleinen Belt wurde beschlossen, die Lokomotivausbesserung westlich des Großen Belts in der Centralværkstedet Aarhus zu konzentrieren.
Durch die durchgehende Verbindung über den Großen Belt im Jahr 1997 kamen durch rückläufigen Güterverkehr auch weniger Güterwagen in der Werkstatt in Nyborg an. Daher wurde beschlossen, die Aktivitäten im Jahr 2000 nach Fredericia zu verlagern und die Werkstatt mit den verbliebenen 30 Mitarbeiten in Nyborg am 31. Dezember 2000 zu schließen, obwohl erst ein Jahr zuvor die Danske Statsbaner (DSB) vier Millionen DKK für die Erneuerung der Gleise und der Außenbeleuchtung der Werkstatt investiert hatte.

## Heutige Nutzung
Die Gebäude standen lange Zeit leer, einige wurden abgerissen und andere als Büros genutzt. Niels und Nicolai Rømer, die Eigentümer der Ørbæk Bryggeri kauften das Gelände 2011.
2017 eröffnete die Nyborg Destilleri die Gebäude als Brennerei für Whisky, Rum, Gin, Schnaps und Brandy aus fünischem Obst und mit Restaurant, Bar/Café und eigenem Shop. Dem ging eine sorgfältige Restaurierung voraus, in deren Verlauf die Gebäude umgestaltet wurden. Die Gebäude wirken innen roh und größtenteils unbehandelt und haben viele der ursprünglichen Details aus ihrer Zeit als DSB-Werkstätten bewahrt.
Durch die großen, nach Norden gerichteten ehemaligen Zufahrtstore für die Lokomotiven sind die großen Kupferkessel der Brennerei vom Holmens Boulevard und dem großen Platz vor den Gebäuden aus gut sichtbar. An einigen Stellen wurden große Oberlichter eingebaut und auf den Originalschienen im Inneren des Gebäudes, wo die Produkte der Brennerei in Fässern gelagert werden, steht die deutsche Tenderlokomotive EMIL MAYRISCH Nr. 3 / 92 6505 aus dem Jahr 1940 als Denkmal.